# Hyposmocoma argomacha
Hyposmocoma argomacha — вид молі. Ендемік гавайського роду Hyposmocoma.

## Поширення
Зустрічається на Кілауеа, південному березі острова Кауаї.

## Личинкова стадія
Гусениця H. argomacha — білувата, видовженої форми, харчується сарсапарелем. На відміну від більшості інших видів даного роду гусениці H. argomacha не плетуть шовкових коконів.